# خط وقود

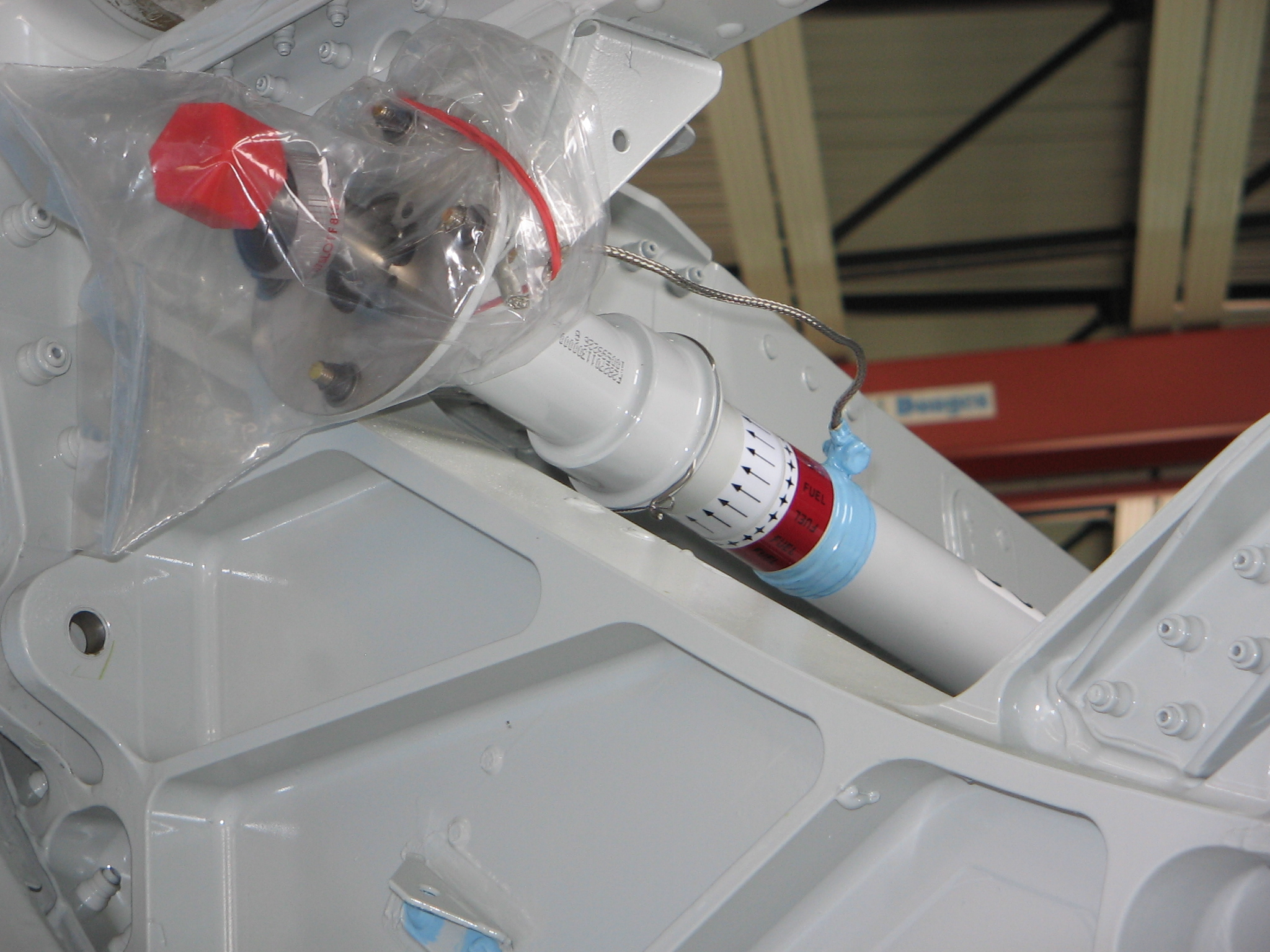
خط وقود يغذي وحدة الطاقة المساعدة في طائرة إيرباص إيه 340.

خط الوقود (بالإنجليزية: Fuel line)‏ هو أنبوب يستخدم لنقل الوقود من نقطة لأخرى في المركبة، أو من خزان الوقود إلى المركبة. ويصنع عادة من المطاط المقوى لمنع التشقق والتعقّد.
تُعرّف وكالة حماية البيئة الأمريكية خط الوقود على أنه «أي أنبوب أو خرطوم مصمم لاحتواء سائل أو بخار الوقود. ويشمل ذلك كافة الخراطيم أو الأنابيب الواصلة بين نقاط الوقود، أو الوصلات بين الخزانات المزدوجة، أو بين خزان وقود والمكربن. ولا تشمل الخراطيم أو الأنابيب الواصلة بين علبة المرافق ودخل المحرك أو أي خراطيم أو أنابيب أخرى تنتهي بالهواء الجوي.»